# Philippe Van de Maele
Philippe Van de Maele, né le 29 décembre 1961, est un ingénieur général des ponts, des eaux et des forêts. Il est depuis le 1er septembre 2024 directeur général du Conservatoire du littoral.

## Formation
- 1981 – 1984 École polytechnique (Paris)
- 1984 – 1987 École nationale des ponts et chaussées (Paris)
- 1986 – 1987 Collège des Ingénieurs (Paris)
- 1999  Harvard – JFK School of Government – Executive Program (Cambridge), MA

## Parcours professionnel
Philippe Van de Maele commence sa carrière en 1985 comme analyste financier à Saint-Gobain Développement.
En 2002, il est nommé directeur adjoint du Cabinet du Ministre Jean-Louis Borloo au Ministère délégué à la Ville et à la Rénovation Urbaine. De 2004 à 2007, il crée puis dirige l'Agence nationale pour la rénovation urbaine (ANRU). Dès avril 2008, il est à nouveau nommé directeur adjoint du cabinet du ministre Jean-Louis Borloo au Ministère de l’Écologie, de l’Énergie, du Développement durable et de l’Aménagement du territoire, où il participe à la mise en œuvre du Grenelle de l’environnement.
Philippe Van de Maele est nommé président de l'Agence de l'environnement et de la maîtrise de l'énergie en 2009, succédant à Chantal Jouanno, avant d'être remplacé par François Loos en 2011.
En avril 2012, Philippe Van de Maele est nommé président du directoire de l’Union des Entreprises et des Salariés pour le Logement (UESL).
En novembre 2013, Philippe Van de Maele prend les commandes de l'innovation et de la construction durable chez Bouygues Construction.
Le 5 novembre 2015, Philippe Van de Maele est nommé président-directeur général de l'Etablissement public de Paris-Saclay par décret du Président de la République, aujourd'hui l'Etablissement public d'aménagement de Paris-Saclay. Son mandat de président-directeur général est renouvelé par arrêté le 2 juillet 2021.
Le 26 février 2023, il est nommé directeur de cabinet de Christophe Béchu, ministre de la transition écologique.

## Mandats sociaux
- 2012 - 2015 Membre du conseil d'administration d'EDF

## Vie privée
Philippe Van de Maele est marié et père de quatre enfants.